# Francique oriental
Pour les articles homonymes, voir Francique.

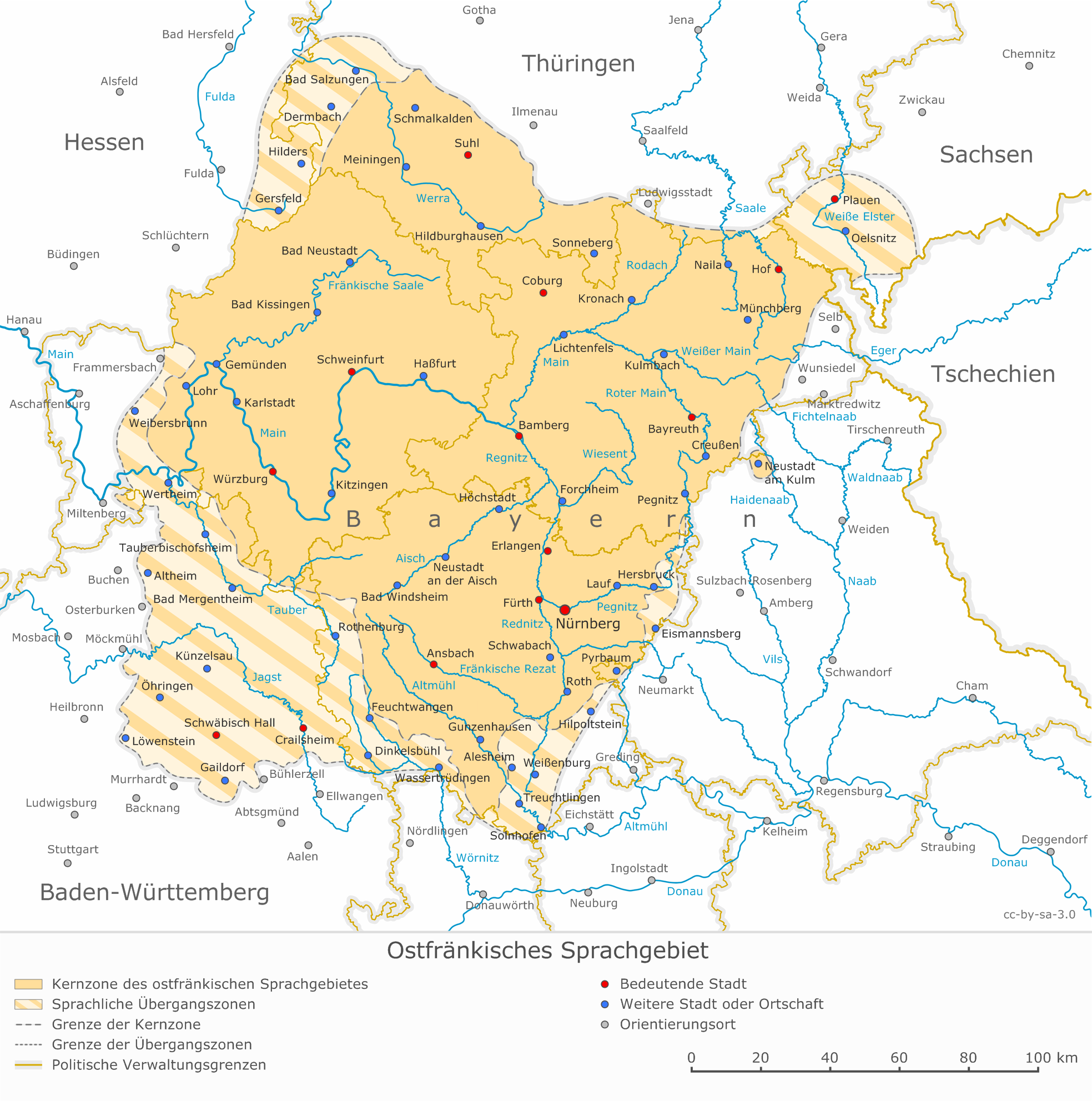
Aire dialectale du francique oriental

Le francique oriental est parlé en Franconie, région du nord de la Bavière, dans le nord-est du Wurtemberg, l'est de la Hesse, le sud de la Thuringe et le sud-ouest de la Saxe. Il fait partie du groupe haut-allemand, sous-groupe allemand supérieur, branche haut francique. 

## Vieux francique oriental

### Un dialecte souche du vieux haut-allemand
Le francique oriental fait partie des cinq grands centres de création littéraire à l'époque de la renaissance carolingienne à l'origine de la formation du vieux haut-allemand. L'abbaye de Fulda y joua un rôle primordial. On le considérait d'ailleurs comme la référence ou la norme du vieux haut-allemand. 
De ce fait, le francique oriental a la chance de disposer de traces anciennes remontant au VIIIe siècle, date à laquelle on peut déjà observer les mutations consonantiques et vocaliques qui caractérisent cette version dialectale francique passée dans l'espace de l'allemand supérieur alors que le reste de la famille linguistique est majoritairement localisée dans la sphère moyen-allemande.

### Traces écrites du vieux francique oriental
Les œuvres écrites en vieux francique oriental ont été rédigées du VIIIe au XIe siècle. En voici quelques-unes sans ordre chronologique : 
- Cantilena de miraculis Christi, vers 1065, du chanoine Ezzo de Bamberg, ou Ezzolied[4].
- Confessions de Fulda (FB Fuldaer Beichte)
- Essai à la plume (FF Fuldaer Federprobe)
- Vœu de baptême (FT Fränkisches Taufgelöbnis)
- Description du territoire et des frontières de Hammelbourg (HM Hammelburger Markbeschreibung (de))
- Loi salique (LF Lex Salica) Fragments, partie en vieux-bavarois
- Extrait de prières mersebourgeoises (MG Merseburger Gebetsbruchstück)
- Formules incantatoires (MZ Merseburger Zaubersprüche) partie en vieux-thuringeois
- Fragments parisiens de Titien le Syrien (PT Pariser Tatianfragmente)
- Tatien le Syrien (T Tatian), partie en vieux-alémanique (Evangelienharmonie)
- Confessions wutzbourgeoises (WB Würzburger Beichte) partie en vieux bas-francique
- Description du territoire et des frontières de Wurtzbourg (WM Würzburger Markbeschreibungen) [5]

## Sous-dialectes de la famille francique orientale

### Trois subdivisions
On divise généralement cette aire dialectale en trois sous-familles : 
- Bas francique oriental (ainsi nommé à cause de la région Basse-Franconie)
  - Pays de Cobourg
  - Pays de Grabfeld
  - Pays de Wurzbourg
  - Zones frontalières à la Franconie en Nord-Wurtemberg
  - Zones frontalières à la Franconie en Hesse
  - Zones frontalières à la Franconie en Thuringe
- Haut francique oriental (se référant à la Haute-Franconie)
  - Haute-Franconie
  - Franconie centrale
  - Zones frontalières à la Franconie en Nord-Wurtemberg
- Francique oriental méridional (à cheval sur la Franconie et le Wurtemberg)
  - Zones frontalières au Wurtemberg en Franconie centrale
  - Pays de Hohenlohe (Wurtemberg)
  - Pays de Schwäbisch Hall (Wurtemberg)
  - Pays de Crailsheim (Wurtemberg)
  - Pays de Tauberbischofsheim (Wurtemberg)

### Délimitations et confusions
C'est la petite rivière de la Rot qui était la frontière historique entre Franconie et Wurtemberg. Elle se situe aujourd'hui dans le massif forestier suébo-franconien en Wurtemberg dans la Forêt de Mainhardt. C'est dans ce parc régional que se fait au sud la transition entre francique oriental et souabe, à l'ouest entre francique oriental et Francique méridional (Pays de Heilbronn). 
Il est impératif de ne pas confondre la famille de dialectes bas-francique (donc des langues néerlandaises) avec le bas francique oriental à l'autre extrémité de la sphère francique. De même, l'usage du terme français « franconien » n'est pas recommandé car le francique oriental n'est pas seulement parlé en Franconie actuelle. Le duché de Franconie, l'un des duchés souches de l'empire, a été plus étendu que la Franconie d'aujourd'hui. Le francique oriental déborde ainsi en Saxe, en Thuringe, en Wurtemberg et, jadis, en terres sudètes (aujourd'hui République tchèque).

### Variantes locales
Quelques parlers se distinguent dans la sphère francique orientale indépendamment des frontières administratives
- Parler du Hennebergeois (zones frontalières de Thuringe)
- Parler du Wurtzbourgeois
- Parler de Schweinfurt
- Parler du Grabfeldois
- Parler du Itzgrundois, Cobourg, Neustadt, Michelau, zones frontalières en Thuringe
- Parler de Bamberg
- Parler de Forchheim
- Parler de Nuremberg
- Parler du Vogtland autour de Töben, Jobitz (zone transitoire avec le thuringeois et le haut-saxon).
- Parler de Plauen (État libre de Saxe) (zone transitoire avec le thuringeois et le haut francique oriental)
- Parler de Bayreuth
- Parler de Burgkunstadt
- Parler de Kronach
- Parler de Kulmbach
- Parler de Hof
- Parler de la Rhön (zones frontalières en Bavière, Thuringe et Hesse)
- Parler de la Hohenlohe (Wurtemberg et zone frontalière en Franconie)
- Parler du Taubergrund (zones frontalières de Franconie et Wurtemberg)
- Parler du Ansbachois

## Caractéristiques phonologiques du francique oriental
Comme pour tous les dialectes germaniques, on utilise les isoglosses pour délimiter les aires dialectales. 
- La première et la plus importante est l'isoglosse P/PF car elle sépare le francique oriental de sa famille francique majoritairement implantée dans le moyen-allemand. Sur ce point, il s'apparente au francique méridional limitrophe.
- La seconde le sépare du bavarois : il s'agit de la forme du pronom personnel, 2e personne du pluriel, avec l'isoglosse Euch/enk. Enk est bavarois, Euch est francique et haut-allemand.
- l'isoglosse OU/U ou OU/UA dans Bruder par exemple : Brouder en francique oriental contre Bruader en bavarois et souabe.
- l'isoglosse S/SCH avec la ligne fescht/fest (mot allemand pour fixe). En dehors des zones périphériques du Sud-Ouest formant transition avec le francique méridional et le souabe, le francique oriental est majoritairement en zone S et ne pratique pas la prononciation typique des dialectes du sud-ouest avec beschd, Schweschter. Une fois encore, le francique oriental conserve sa forte parenté avec le haut-allemand moderne.